# Ushuaïa, le jeu : À la poursuite des biotrafiquants
 (février 2014).
Ushuaïa, le jeu : À la poursuite des biotrafiquants est un jeu d'action-aventure développé par Strass Productions et édité par Mindscape. Le jeu est sorti en 2007 avec le soutien de Nicolas Hulot via la Fondation pour la nature et l'homme.

## Scénario
Le joueur incarne Léna Green, membre de protection des "sentinelles Ushuaïa", qui doit partir aux quatre coins du monde pour protéger l'environnement accompagnée d'une équipe de spécialistes utile au bon fonctionnement de la mission. Le joueur doit faire face à des situations extrêmes et résister aux conditions les plus difficiles.

## Espaces de jeu
- Botswana
- Groenland
- Bornéo
- Pérou

## Personnages
Le personnage principal est Léna Green (membre des "sentinelles Ushuaïa"). Elle est accompagnée de différents spécialistes tout au long du jeu.

## Accueil
Le jeu a été très mal reçu par la critique vidéoludique.